# Asterix tra banchi e... banchetti
Asterix tra banchi e... banchetti è una raccolta di storie brevi di Asterix, la maggior parte delle quali furono pubblicate per la prima volta su Pilote, settimanale di fumetti francesi. L'antologia raccoglie storie sia degli anni sessanta realizzate da René Goscinny insieme ad Albert Uderzo che storie firmate solo quest'ultimo realizzate dopo la morte nel 1977 di Goscinny. Uderzo nel 2003 ha realizzato il disegno di copertina e la sceneggiatura e le vignette di cinque pagine inedite.